# César Benito
César Benito Fernández (Granada) es un compositor español, conocido por su trabajo en cine y televisión. Uno de sus trabajos más destacados es la banda sonora de la serie de televisión El tiempo entre costuras, por la cual recibió el Premio Iris de la Academia de las Ciencias y las Artes de Televisión en la categoría de Mejor Música para Televisión.

## Biografía

### Vida y formación
Hijo de madre madrileña y padre navarro-aragonés, Benito nació en la ciudad de Granada. Cuando tenía dos años, su familia se trasladó al municipio malagueño de Marbella, donde estudió en los colegios públicos Monseñor Rodrigo Bocanegra, Valdeolletas y en el instituto de bachillerato Sierra Blanca.
Desde una edad muy temprana, recibió lecciones de piano y solfeo de manera informal de la mano de su madre. Continuó su formación con profesores particulares y posteriormente de manera oficial en el Conservatorio Superior de Música de Málaga. Durante su adolescencia, también desarrolló un interés por la música rock, lo que lo llevó a aprender a tocar la guitarra de forma autodidacta, aprendiendo de oído canciones y solos de guitarra de sus grupos favoritos. A los dieciocho años, decidió abandonar sus estudios musicales y se matriculó en la  Facultad de Ciencias de la Universidad de Granada para estudiar la carrera de Física.
Durante su estancia en Granada, César residió en el colegio mayor Cardenal Cisneros, del cual formó parte de la Tuna durante un breve período de tiempo. Después de entablar amistad con otros compañeros del centro, quienes compartían su pasión por la música y el teatro, surgió la idea de llevar a cabo una producción estudiantil del musical Chess. En este proyecto, además de encargarse de la adaptación musical y los arreglos, Benito tocó el piano, los teclados y la guitarra eléctrica. El éxito de esta actividad extracurricular y su impacto en la comunidad estudiantil de Granada los animó a repetir la experiencia al año siguiente con el musical futurista, Time. Esta experiencia fue valiosa y significativa tanto a nivel musical como personal, lo que llevó a César a cuestionarse por primera vez la posibilidad de abandonar sus aspiraciones de convertirse en físico y dedicarse por completo a la música. Esa incertidumbre le duraría algunos años hasta que tras terminar graduándose en Ingeniería técnica industrial en la Universidad de Málaga, decidió retomar sus estudios musicales en el Conservatorio y dedicarse por entero a la música, su verdadera vocación.
Durante sus años de estudiante en Málaga, César Benito también fue miembro del Orfeón Universitario, donde ocupó la posición de tenor. Durante su participación en este coro, compuso dos obras corales: "Et Ecce Vox", que fue estrenada en la Catedral de Málaga durante los conciertos de la  Semana Santa de 1994, y "Malagueña", estrenada en el Certamen Internacional de Habaneras y Polifonía de Torrevieja y ganadora del Premio Internacional de Música Coral Ciudad de Rota 1995.
Después de completar sus estudios musicales en el Conservatorio Superior de Música de Málaga, se trasladó a Madrid para continuar ampliando sus conocimientos en composición, orquestación, jazz y arreglos. Además, complementó sus estudios con materias como musicología, canto gregoriano, paleografía y folklore musical español en el Real Conservatorio Superior de Música de Madrid.
Después de dos años de intenso estudio en la capital de España, César Benito se trasladó a Estados Unidos, específicamente a la ciudad de Boston, en el estado de Massachusetts, para estudiar en el prestigioso Berklee College of Music. Se graduó magna cum laude con una doble especialidad en Film Scoring y Contemporary Writing & Production. Durante sus tres años en Berklee, recibió varios premios de composición, incluyendo el reconocimiento a la mejor banda sonora del año compuesta para el cortometraje "Snowman". También ganó el concurso de composición para elegir la obra que se interpretaría durante la ceremonia de graduación de 2000 (Commencement Ceremony), con su obra "Fanfare for the Common Student". Además, fue galardonado con el prestigioso Arif Mardin Award, el máximo reconocimiento otorgado por el departamento de Contemporary Writing & Production por sus méritos como arreglista y productor musical.
César Benito también se destacó como intérprete durante su tiempo en Berklee. Organizó recitales de piano para dar a conocer sus composiciones y dirigió distintas agrupaciones musicales como brass ensembles y combinaciones híbridas de orquesta de cámara clásica y cuadro flamenco. Representó a España en el International Folk Festival de Berklee en 1999 y 2000, y protagonizó un concierto monográfico de sus composiciones para jazz orchestra, dirigiendo a la Emperor’s Jazz Orchestra en el Berklee Performance Center.

### Carrera
Una vez finalizada su formación musical, César Benito estableció su residencia en la ciudad de Los Ángeles, California. Sus primeros proyectos incluyeron la producción de obras de teatro musical de menor escala, las cuales se representaron en centros emblemáticos como el Stella Adler Theater y el Skirball Cultural Center.
Además, César Benito trabajó como pianista en el Hotel Peninsula Beverly Hills, impartió clases de piano en varios colegios, desempeñó labores de asistente, editor musical y orquestador para reconocidos compositores de la industria del cine y la televisión de Los Ángeles, y actuó como director musical y pianista en la inauguración del Teatro Ricardo Montalbán, en Hollywood, acompañando al piano a diversos artistas, entre ellos la estrella de Broadway Robert Goulet.
Paralelamente a todas sus actividades profesionales, César Benito colaboraba con estudiantes de cinematografía componiendo bandas sonoras para sus proyectos de graduación, cortometrajes y películas amateur. Fue a través de estas colaboraciones que entablaría relaciones con quienes en el futuro serían colaboradores profesionales en la industria del cine y la televisión a ambos lados del Atlántico.
En España, César Benito es ampliamente reconocido por sus destacadas composiciones de bandas sonoras para series de televisión de gran éxito. Algunas de ellas incluyen Los Protegidos, La Chica de Ayer (adaptación de la exitosa serie de la BBC Life on Mars) y El Tiempo Entre Costuras, una serie de época que estableció un récord de audiencia en su estreno y se convirtió en la serie más vista en España en los últimos doce años. Posteriormente, este récord fue batido por la serie Allí abajo, también con una magnífica banda sonora original de César Benito. Esta serie tuvo cinco temporadas, tres de las cuales ocuparon el primer lugar en el prime time televisivo español.
El álbum de la banda sonora de El Tiempo Entre Costuras alcanzó el puesto número 1 en la lista de bandas sonoras de iTunes España y el número 2 en la lista general, además de ganar el Premio Iris de la Academia de las Ciencias y las Artes de Televisión a la Mejor Música para televisión. En los Juegos Olímpicos de Río de Janeiro 2016, la gimnasta rítmica Carolina Rodríguez cautivó al público con su ejercicio con cinta, acompañada por la música que César Benito, lo que le valió obtener un Diploma Olímpico.

## Trabajos

### Cine y Televisión
| Año  | Título                                                            | Formato                | Género                                             | Nacionalidad              |
| ---- | ----------------------------------------------------------------- | ---------------------- | -------------------------------------------------- | ------------------------- |
| 2023 | ¿Preparados para el Tsunami?                                      | TV Movie               | Documentary                                        | España                    |
| 2022 | Desaparecidos (Temporada 3)                                       | Serie TV               | Crimen, Drama                                      | España                    |
| 2021 | Desaparecidos (Temporada 2)                                       | Serie TV               | Crimen, Drama                                      | España                    |
| 2020 | Desaparecidos (Temporada 1) Benidorm                              | Serie TV               | Crimen, Drama Comedia Romántica                    | España                    |
| 2019 | Allí abajo (Temporada 5)                                          | Serie TV               | Comedia Romántica                                  | España                    |
| 2018 | Sabuesos Allí Abajo (Temporada 4) The Russian Bride               | Serie TV Largometraje  | Comedia, Misterio Comedia Romántica Thriller       | España España EE. UU.     |
| 2017 | Allí Abajo (Temporada 3)                                          | Serie TV               | Comedia Romántica                                  | España                    |
| 2016 | La sonata del silencio Allí abajo (Temporada 2)                   | Serie TV               | Romántico, Tragedia Comedia Romántica              | España                    |
| 2015 | Allí abajo (Temporada 1) Algo Que Celebrar                        | Serie TV               | Comedia Romántica Comedia                          | España                    |
| 2014 | Vive Cantando (Temporada 2)                                       | Serie TV               | Comedia, Musical                                   | España                    |
| 2013 | Vive Cantando (Temporada 1) Savaged (Avenged en EE. UU. & Canadá) | Serie TV Largometraje> | Comedia, Musical Horror, Fantástico                | España EE. UU.            |
| 2012 | El Tiempo Entre Costuras Los Protegidos (Temporada 3)             | Serie TV               | Drama Romántico, Guerra Ficción, Comedia, Thriller | España                    |
| 2011 | Los Protegidos (Temporada 2)                                      | Serie TV               | Ficción, Comedia, Thriller                         | España                    |
| 2010 | Los Protegidos (Temporada 1) Vivir para siempre                   | Serie TV Largometraje  | Ficción, Comedia, Thriller Drama                   | España UK/ España         |
| 2009 | La Chica de Ayer (Life on Mars) Cambio de Sentido                 | Serie TV TV Movie      | Ficción, Drama Documental                          | UK/ España México/ España |
| 2008 | Shevernatze                                                       | Largometraje           | Comedia Negra                                      | España                    |
| 2007 | Cielito Lindo                                                     | Largometraje           | Aventura, Acción                                   | EE. UU.                   |
| 2006 | Mía Sarah Madrid de arriba abajo                                  | Largometraje Serie TV  | Comedia Romántica Documental                       | España                    |

### Discografía
| Año  | Título                   | Género       | Crédito                                                     | Sello discográfico  |
| ---- | ------------------------ | ------------ | ----------------------------------------------------------- | ------------------- |
| 2022 | The Russian Bride        | Banda Sonora | Compositor, Productor                                       | Plaza Mayor Company |
| 2021 | Avenged                  | Banda Sonora | Compositor, Productor                                       | Plaza Mayor Company |
| 2020 | Live From Córdoba        | Concierto    | Compositor, Orquestador, Director de orquesta, Productor    | Plaza Mayor Company |
| 2017 | La Sonata del Silencio   | Banda sonora | Compositor, Orquestador, Director musical, Piano, Productor | Plaza Mayor Company |
| 2014 | El Tiempo Entre Costuras | Banda sonora | Compositor, Orquestador, Piano, Productor                   | MovieScore Media    |
| 2011 | Ways to Live Forever     | Banda sonora | Compositor, Orquestador, Director musical, Piano, Productor | MovieScore Media    |
| 2007 | Mía Sarah                | Banda sonora | Compositor, Orquestador, Director musical, Piano, Productor | Filmax Music        |

## Premios y nominaciones
Premios GoldSpirit
| Año  | Categoría                   | Película/Serie           | Resultado |
| ---- | --------------------------- | ------------------------ | --------- |
| 2014 | Mejor BSO Española          | El Tiempo Entre Costuras | Ganador   |
| 2014 | Mejor BSO de Televisión     | El Tiempo Entre Costuras | Nominado  |
| 2014 | Mejor Compositor Español    | El Tiempo Entre Costuras | Nominado  |
| 2014 | Mejor Compositor Revelación | El Tiempo Entre Costuras | Ganador   |

Premios Iris de la Academia de las Ciencias y las Artes de Televisión de España
| Año  | Categoría                  | Programa                 | Resultado |
| ---- | -------------------------- | ------------------------ | --------- |
| 2013 | Mejor música de Televisión | El Tiempo Entre Costuras | Ganador   |

International Film Music Critics Association
| Año  | Categoría                                   | Película/Serie           | Resultado |
| ---- | ------------------------------------------- | ------------------------ | --------- |
| 2013 | Breakthrough Film Composer of the Year      |                          | Nominado  |
| 2013 | Best Original Score for a Television Series | El Tiempo Entre Costuras | Nominado  |

Premios de la Crítica Musical Cinematográfica Española
| Año  | Categoría                   | Película                 | Resultado |
| ---- | --------------------------- | ------------------------ | --------- |
| 2007 | Mejor compositor revelación |                          | Nominado  |
| 2013 | Mejor Banda Sonora          | El Tiempo Entre Costuras | Nominado  |
| 2013 | Mejor compositor            |                          | Nominado  |

Medallas del Círculo de Escritores Cinematográficos
| Año  | Categoría    | Película           | Resultado |
| ---- | ------------ | ------------------ | --------- |
| 2006 | Mejor música | Mía Sarah          | Nominado  |
| 2010 | Mejor música | Vivir para siempre | Nominado  |

Garden State Film Festival
| Año  | Categoría                   | Película  | Resultado |
| ---- | --------------------------- | --------- | --------- |
| 2007 | Best Orchestral Composition | Mía Sarah | Ganador   |

Premio Internacional de Composición Coral “Villa de Rota”
| Año  | Categoría               | Resultado |
| ---- | ----------------------- | --------- |
| 1995 | Best Choral Composition | Ganador   |